# 木の実ナナ
木の実 ナナ（きのみ ナナ、本名：池田 鞠子（いけだ まりこ）、1946年〈昭和21年〉7月11日 - ）は、日本の女優、歌手である。東京都・向島区寺島町（現在の墨田区東向島）出身。所属事務所はダンカンミュージック。身長160cm。B85cm、W59cm、H86cm。城西高等学校中退。

## 来歴
父はトランペット奏者、母は踊り子。父が19歳、母が20歳の時に生まれた。体が弱く、3歳まで歩けなかった。その後、身体を鍛えるために5歳からバレエを始めると直ぐにのめり込み、ダンサーに憧れを持つ。花柳界の中で育ったため、芸者が夏の時期に浴衣に手桶を持って銭湯に行く姿を見て、「カッコイイナー」と思い、大きくなったら絶対に芸者になろうと決心していた。
中学3年生16歳の時に渡辺プロダクション主催の新人オーディションがジャズ喫茶「新宿ACB」で開催され、友人の付き添いで参加。受験する友人は緊張の余り固まってしまい、困った司会者より「じゃあ！ 君が代わりに唄って!」と指名され、堂々とした唄いっぷりもあって優勝した。その後、猛反対する父親を「絶対に半端なことはやりません」などと説き伏せ、芸能界入りした。このため30歳過ぎても親に仕事の話をすることはなかったという。この頃にザ・ドリフターズの専属歌手として唄っていたこともあるという。
デビュー曲は「東京キカンボ娘」（1962年8月10日、菊村紀彦作詞・作曲）。「木の実ナナ」の芸名は、この時に菊村によってつけられた。漢字、ひらがな、カタカナの三つがそろった名前は、菊村が「歌だけでなく、踊りも芝居もできる人になってほしい」という思いを込めたものだという。「着の身着のまま」が芸名の由来という説は、自身が否定している。
1962年、音楽番組『ホイホイ・ミュージック・スクール』（日本テレビ）でテレビデビュー。当時、この番組のイメージにより「ホイホイ娘」と呼ばれていた。当時は歌番組も少なく、歌って踊れる木の実は貴重な存在だった。「（1978年のインタビューで）芸能界も変ったなと思いますね。今は楽になったわね。私の新人のころときたら、楽屋の真ん中に座るな、スタジオの中で男と話をするなとか、いつも怒られてばかりよ。昔を思い出すと辛いけど、プラスにはなっています」などと話している。人気アイドルがテレビ局を飛び回り、寝る時間もないというエピソードは、70年代以降の話だという。1967年には「ミニ・ミニ・ロック」という曲が小ヒットし人気を集めたものの番組終了と同時に低迷、前座歌手をする日々が続く。ヒット曲になかなか恵まれず、心機一転として1970年に本場のショー・ビジネスを学ぼうと決意し渡米する。
1973年、帰国後に劇団四季のミュージカルに自ら応募し、同年『アプローズ』に出演する。これがヒット作となり、自身も高い評価を受けて舞台女優としての地位を確立した。この時に主演を務めた越路吹雪とは、共演を機にプライベートでも親しく付き合うようになり、多大な影響を受けたという。以後、多数のミュージカルに出演するようになった。
1974年から始まった、細川俊之との歌と踊りとしゃれた会話でつづる二人芝居『ショーガール』は16作品、公演数547回、観客動員数は60万人を超す大ヒットとなる。1975年、芸術選奨新人賞受賞。1976年、紀伊國屋演劇賞受賞。
1975年、小沢昭一主宰の劇団「芸能座」の旗揚げ公演『清水次郎長伝・伝』に参加する（次郎長の妻・お蝶役）。小沢、加藤武、山口崇、山谷初男、猪俣光世、音楽担当の神津善行、薗田憲一とデキシーキングス、座付き作者の永六輔らと共に旅興行に出る（飯塚・嘉穂劇場など）。
1977年頃、西田敏行や武田鉄矢と共に、バラエティー番組『みごろ!たべごろ!笑いごろ!』に出演し、コントを披露する。また、1982年の五木ひろしとのデュエット曲「居酒屋」は大ヒットを記録した。
1992年、自伝エッセイ『下町のショーガール―ナナの愛と喝采の日々』が、NHKTVにて『六畳一間一家六人』の題名でドラマ化（全11回）し、自らも主人公の母親役で出演。
2015年、舞台『南阿佐ヶ谷の母』の沖縄公演終了後の10月24日に左大腿骨を骨折する。11月3日からの紀伊國屋ホールの公演では、演出を変更して車いすで出演した。

## 人物
- 墨田区立寺島中学校卒業、城西高等学校中退。
- 出身地付近は鳩の街と呼ばれた歓楽街だった。幼少期は、彫りの深い独特の顔立ちから混血児に間違えられ、いじめられた経験がある。
- 読売新聞1978年9月3日付のインタビューでは「好きな男性のタイプは高倉健さん（木の実は年上でも年下でも相手をさんづけで呼ぶ[4]）。あと最近出演した『男はつらいよ 寅次郎わが道をゆく』の山田洋次監督さんも理想の人物。もし山田さんが離婚したら、『結婚して!』と胸にすがりつくかも」と物騒なことを言っていた[4]。将来の目標は「杉村春子さん、水谷八重子さん、尾上松緑さん、長谷川一夫さん、越路吹雪さんを、ミキサーに入れて出てきたのが私でありたいの。杉村さんは普段はとてもやさしくて、文学座のボスという感じがしないの。でも、私がその年になったら、今の杉村さんより芸で上でなければいけないと考えるの。すると勉強が足りない……。そう考えると夢があって楽しいわ」などと話していた[4]。
- 『万引きGメン・二階堂雪』で共演していたあき竹城とは仲が良い（2人で旅行に行くほどで、脚本家に「もっとあきちゃんとの場を増やして」とお願いしたこともある）。また、角替和枝とも親交があった。
- 1992年頃、更年期うつ病を発症した。現在は医師の治療と周囲のサポートにより、回復している。2000年にはシオノギ製薬の新聞広告で「私は、バリバリの「鬱」です」というキャッチコピーを擁した広告に登場したことがある[12]。
- 趣味はスキューバダイビング。
- 芸能界有数のディズニーグッズマニアであり、楽屋や部屋はディズニーグッズで埋め尽くされている。2002年2月12日に『笑っていいとも!』のコーナー「テレフォンショッキング」に出演した際、花束と一緒に1つミッキーのぬいぐるみが置かれていたが、その時「あ〜! 可愛い〜!!」と大興奮し、司会のタモリを驚かせたことがある。
- 10歳以上年の離れた実妹も1975年16歳のときに木の実まこ[注釈 2]という芸名で歌手デビューし[13]、シングルレコード1枚を残している。キャッチフレーズは「都会の中で、学校の中で、すれ違った時に、どこか気になる女の子です」[13]。1980年代になってライオンの生理用品のCMで共演している。身長162cm。B80cm、W58cm、H83cm（16歳時）[13]。
- TBSラジオのヘビーリスナーである。
- 「混浴露天風呂連続殺人」シリーズで共演した古谷一行が2022年8月23日に亡くなり、訃報が同年9月2日に発表されたときは、ショックを受け泣き崩れたという。後に、NEWSポストセブンで最後の手紙としてしたためた。
- 「あぶない刑事」シリーズでは松村優子役でレギュラー出演し、1986年放送開始のテレビ1作目から2016年公開の映画「さらば あぶない刑事」まで出演していたが、2024年5月に公開される映画「帰ってきた あぶない刑事」には出演せず、本人曰く「前作で卒業という形になってます。いい形でおわれました。」と語っている。

## 受賞
- 1974年、ゴールデン・アロー賞演劇新人賞「ショーガール」[14]
- 1974年、芸術選奨文部大臣新人賞「ショーガール」[14]
- 1975年、菊田一夫演劇賞新人賞[14]
- 1976年、紀伊国屋演劇賞(第11回)「雨」[14]
- 1984年、松尾芸能賞(演劇優秀賞)[14]
- 1988年、第26回ゴールデン・アロー賞演劇賞・大賞「ショーガール」※細川俊之と連名[14]
- 1992年、第18回放送文化基金賞・演技賞「女相撲」[15]
- 2001年、読売演劇大賞(選考委員特別賞,第8回)「ロス・タラントス」[14]
- 2001年、ベストジュエリードレッサー賞[15]
- 2003年、浅草芸能大賞(奨励賞,第19回)[14]

## 出演

### テレビドラマ
- ザ・ガードマン（TBS）
  - 第86話「悪者たちは死んだ」（1966年）
  - 第94話「美しいスパイたち」（1967年）
- レモンのような女 第3話「燕がえしのサヨコ」（1967年、TBS）
- キイハンター （TBS / 東映）
  - 第152話「おー新婚！ハレンチ追跡旅行」（1971年）
  - 第228話「女忍者対ギャング変身大作戦!」（1972年） - 茜
- バーディ大作戦 第1話「連続ピストル強盗団」（1974年、TBS）
- 北斗の人 第5話「師範代の日々」（1974年、関西テレビ） - お蘭
- 風と雲と虹と（1976年、NHK総合）
- 大都会 闘いの日々 第25話「アバンチュール」（1976年、日本テレビ / 石原プロ） - アキコ
- 港町純情シネマ（1980年、TBS） - 野村政子
- 東芝日曜劇場（TBS）
  - 第1241回「あかねの空」（1980年9月21日、北海道放送） - 木藤エリ・千原夏 (二役)
- 連続テレビ小説（NHK総合）
  - 本日も晴天なり（1981年 - 1982年） - 金太郎（池田鞠子）
  - 走らんか!（1995年 - 1996年） - 前田邦子
  - 瞳（2008年） - 高木マリ
- 土曜ドラマ（NHK総合）
  - 君はまだ歌っているか（1981年） - 高木亜沙子
  - 五右衛門（1993年）
- 関ヶ原（1981年、TBS） - 出雲阿国
- 淋しいのはお前だけじゃない（1982年、TBS） - 由良常子
- 土曜ワイド劇場（朝日放送）
- 「混浴露天風呂連続殺人」シリーズ（1982年 - 2007年） - 山口かおり
- 「天才刑事・野呂盆六4」（2009年7月18日） - 氷見川霙
- 遠山の金さん（テレビ朝日 / 東映）
  - 第1シリーズ 第39話「女賞金稼ぎ! 鬼薊のおりん」（1983年） - おりん
  - 第1シリーズ 第104話「女賞金稼ぎ! 緋ぼたんおりんII」（1984年） - おりん
- 大奥 第17話「女の情に蛇が棲む」（1983年、関西テレビ） - おせん
- ザ・サスペンス「一億人を敵にした男 復讐するは我にあり」（1984年、TBS）
- オレゴンから愛（1984年、フジテレビ） - 宮内恭子
- たけしくん、ハイ!（1985年 - 1986年、NHK総合） - 西野真利子
- あぶない刑事シリーズ（日本テレビ） - 松村課長 
  - あぶない刑事（1986年）
  - もっとあぶない刑事（1988年）
  - あぶない刑事フォーエヴァー TVスペシャル'98（1998年8月28日）
- 火曜サスペンス劇場（日本テレビ）※主演作品
  - 「霊感を売る女たち｣（1987年、セントラルアーツ）
  - 「霊感を呼ぶ女たち｣（1988年、セントラルアーツ）
- 砂の上のロビンソン （1988年、NHK総合）
- 女流作家シリーズ「偽りのダイヤモンド」（1989年、テレビ東京）
- 女相撲（1991年、TBS） - 花緑親方　(同作品にて第18回 放送文化基金賞演技賞受賞）
- 六畳一間一家六人（1992年、NHK総合）
- 警部補 古畑任三郎（1994年5月18日、フジテレビ）第1シリーズ第6回「ピアノ・レッスン」 - 井口薫
- 花王ファミリースペシャル/裸の大将 第68話「清と自転車少年の夢」（1994年、関西テレビ） - 遼子
- 明るい家族計画（1995年、フジテレビ） - 竹原蘭子
- 渡る世間は鬼ばかり（1996年 - 2001年、TBS） - 秋葉満枝
- ナニワ金融道2（1996年10月8日、フジテレビ） - スナックのママ
- はみだし刑事情熱系 第22話「広域殺人! 記憶喪失の女」（1997年、テレビ朝日） - 平岡多恵子
- WHO!?（1997年、TBS） - 大福美乃
- ベストパートナー（1997年、TBS）
- ふたり（1999年、東映）
- 素敵に女ざかり2（1998年、NHK総合 ドラマ新銀河）
- 月曜ゴールデン「万引きGメン・二階堂雪」シリーズ（1998年 - 2011年、TBS）
- 海まで5分（1998年、TBS） - 華村かもめ
- 京都始末屋事件ファイル 第8話「保険金殺人疑惑! ワイドショーの罠!!」（1999年、テレビ朝日）
- 曲がり角の女たち（2000年、東映）
- 女の橋（2001年、東映）
- できちゃった結婚（2001年、フジテレビ） - 平尾公子
- 暴れん坊将軍XI 第11シリーズ 第7話「父恋し! 涙の子守唄」（2001年） - お春
- 金曜エンタテイメント「温泉名物女将!湯の町事件簿」シリーズ（2001年 - 2006年、フジテレビ） - 小柳国子
- はぐれ刑事純情派 新春SP（2002年） - 真木峰子
- 震える手（2003年、東映） - 杉野圭子
- ホシに願いを（2004年、NHK BShi） - 皆川洋子
- デパ地下の女（2005年、東映）
- 特命!刑事どん亀 第3話「ニセ札女王の野望」（2006年、TBS）
- DRAMA COMPLEX「嘘をつく死体」（2006年、日本テレビ） - 牧えりか
- 水曜ミステリー9「ドクター・ヨシカの犯罪カルテシリーズ」（2006年 - 、テレビ東京） - 浜口ヨシカ
- 浅草ふくまる旅館（第2シリーズ）（2007年、TBS） - 佐藤和子
- 金曜プレステージ「妻たちからの三行半〜夫たちの(秘)離婚回避マニュアル〜」（2008年2月1日） - 作田和貴子
- パズル Piece4（2008年、テレビ朝日） - 栗原若葉
- 水曜ミステリー9「付き人女優・安野すみれ 楽屋裏事件ファイル」（2009年1月21日、テレビ東京） - 野々上弥生子
- 水曜ミステリー9「温泉女将ふたりの事件簿シリーズ」（2012年 - 、テレビ東京） - 一本木美智子⇒湯村美智子
- 金曜ロードSHOW!特別ドラマ企画「さよならドビュッシー 〜ピアニスト探偵 岬洋介〜」（2016年3月18日、日本テレビ） - 真田恭子 (特別出演)
- とげ 小市民 倉永晴之の逆襲（フジテレビ、2016年10月 - ） - 白銀佳代 [16]

### 映画
- 夢で逢いましょ（1962年） - 中井礼子
- 若い仲間たち うちら祇園の舞妓はん（1963年） - 京子
- やぶにらみニッポン（1963年） - 砂里いづみ
- 続・若い季節（1964年） - 奈々江
- 「青春の言葉」より 風にきけ雲にきけ（1966年） - バスガイド
- クレージーの怪盗ジバコ（1967年） - 女性歌手
- 喜劇 大風呂敷（1967年） - 今井友子
- 日本一の男の中の男（1967年） - 中島えみ子
- やればやれるぜ全員集合!!（1968年） - 立花リカ
- ドリフターズですよ!盗って盗って盗りまくれ（1968年） - サリー
- 喜劇 右むけェ左!（1970年） - 大田百合子
- 大脱獄（1975年） - あき
- 男はつらいよ 寅次郎わが道をゆく（1978年） - 紅奈々子 ※第21作マドンナ
- 汚れた英雄（1982年） - 斎藤京子
- みゆき（1983年） - 竜一の母
- キネマの天地（1986年） - 華やかな女性歌手
- あぶない刑事シリーズ - 松村優子 
  - あぶない刑事（1987年）
  - またまたあぶない刑事（1988年）
  - もっともあぶない刑事（1989年）
  - あぶない刑事リターンズ（1996年）
  - あぶない刑事フォーエヴァー THE MOVIE（1998年）
  - まだまだあぶない刑事（2005年）
  - さらば あぶない刑事（2016年）
- 快盗ルビイ（1988年） - マンションの住人

### 舞台
- 屋根の上のバイオリン弾き（1975年、日生劇場） - チャヴァ
- オセロー（1977年、新橋演舞場） - エミリア
- 天保十二年のシェイクスピア
- ショーガール （ミュージカル）
- 雨
- 朝食までいたら?
- イカれた主婦 （オフ・ブロードウェイ・ミュージカル）
- 阿国 OKUNI （ミュージカル）
- ステッピング・アウト （ロンドン・ミュージカル）
- ロス・タラントス
- 出島
- 伝説の女優
- 8人の女たち
- おんなの落語
- ACT泉鏡花
- ミュージカル「女子高生チヨ」（2012年）
- 交響劇 船に乗れ!（2013年、東急シアターオーブ） - 南トシ子 役

### 吹き替え
- オリバー ニューヨーク子猫ものがたり（ジョルジェット）
- ホーンテッドマンション（マダム・リオッタ）

### バラエティ
- シャボン玉ホリデー（日本テレビ）
- 味の素ホイホイ・ミュージック・スクール（日本テレビ）
- みごろ!たべごろ!笑いごろ! → みごろ!ゴロゴロ!大放送!!（テレビ朝日）
- ためしてガッテン（NHK総合）
- 徹子の部屋（2019年1月11日、テレビ朝日）[17]

### CM
- エバラ食品工業 焼肉のたれ・熟成（1982年）
- ヤクルト 野菜ジュース（1983年）
- 日本コカ・コーラ コカ・コーラ・ライト（1984年）
- ライオン エルディ（1985年 - 1986年） ※実妹・池田みまこ（かつての木の実まこ）と共演
- ハウス食品
  - プルコレモン（1989年）
  - ディッシュアップ（1990年）※秋川リサ・森公美子・熊谷真実・中嶋朋子と共演
  - 好きやねん（1992年）※桂南光と共演
- 八幡物産（健康食品）

## ディスコグラフィ

### シングル
| 発売日                       | 面             | タイトル                     | 作詞                                                       | 作曲                                        | 編曲           | 規格           | 規格品番       |
| キングレコード               | キングレコード | キングレコード               | キングレコード                                             | キングレコード                              | キングレコード | キングレコード | キングレコード |
| ---------------------------- | -------------- | ---------------------------- | ---------------------------------------------------------- | ------------------------------------------- | -------------- | -------------- | -------------- |
| 1962年8月10日                | A              | 東京キカンボ娘               | 菊村紀彦                                                   | 菊村紀彦                                    | 森岡賢一郎     | EP             | E-1002         |
| 1962年8月10日                | B              | かわいいキューピー           | 池すすむ                                                   | 森岡賢一郎                                  | 森岡賢一郎     | EP             | E-1002         |
| 1962年11月10日               | A              | 子象の行進                   | 駿河あきら                                                 | ヘンリー・マンシーニ                        | 森岡賢一郎     | EP             | EB-7155        |
| 1962年11月10日               | B              | ホイ・ホイ・ルック           | 音羽たかし                                                 | 森岡賢一郎                                  | 森岡賢一郎     | EP             | EB-7155        |
| 1963年3月20日                | A              | ポッ・ポッ・ポパイ           | 菊村紀彦                                                   | 菊村紀彦                                    | 津々美洋       | EP             | EB-7189        |
| 1963年3月20日                | B              | マンハッタン・スキャンダル   |                                                            |                                             | 津々美洋       | EP             | EB-7189        |
| 1963年5月20日                | A              | 太陽の下の18才               | ルチアーノ・サルチェ 訳詞：あらかは・ひろし                | エンニオ・モリコーネ                        | 津々美洋       | EP             | EB-7212        |
| 1963年5月20日                | B              | 日曜日の恋人                 |                                                            |                                             | 津々美洋       | EP             | EB-7212        |
| 1963年7月20日                | A              | サタデイ・ナイト             | ジョン・メドラ デイビット・ホワイト 訳詞：あらかは・ひろし | ジョン・メドラ デイビット・ホワイト         | 東海林修       | EP             | EB-7222        |
| 1963年7月20日                | B              | 悪口はやめて                 |                                                            |                                             |                | EP             | EB-7222        |
| 1963年10月10日               | A              | ジュディー・ジュディー       | モルト・シューマン ドク・ポーマス 訳詞：あらかは・ひろし   | モルト・シューマン ドク・ポーマス           | 東海林修       | EP             | EB-7240        |
| 1963年10月10日               | B              | テル・ミー・ママ             |                                                            |                                             |                | EP             | EB-7240        |
| 1963年                       | A              | ママとパパのテレビ           | ダニエル・アダムス・レイ バレリー・マーター 訳詞：漣健児   | ダニエル・アダムス・レイ バレリー・マーター | 東海林修       | EP             | EB-7262        |
| 1963年                       | B              | お部屋でナイト               |                                                            |                                             |                | EP             | EB-7262        |
| 1964年3月                    | A              | ティーンエイジ・クレオパトラ | ビバリー・ロス 訳詞：漣健児                                | ビバリー・ロス                              | 東海林修       | EP             | EB-7254        |
| 1964年3月                    | B              | アイスクリーム・ジョー       | 訳詞：ヒライサ・タカシ                                     |                                             | 東海林修       | EP             | EB-7254        |
| 1964年3月10日                | A              | サミーのマーチ               | ジャック・フィッシュマン 訳詞：漣健児                      | トリストラム・キャリー                      | 東海林修       | EP             | BS-7022        |
| 1964年3月10日                | B              | 涙の24時間                   |                                                            |                                             |                | EP             | BS-7022        |
| 1964年9月10日                | A              | 野のユリ                     | ジェリー・ゴールドスミス 訳詞：ヒライワ・タカシ            | ジェリー・ゴールドスミス                    | 東海林修       | EP             | BS-7043        |
| 1964年9月10日                | B              | うつろなハート               |                                                            |                                             |                | EP             | BS-7043        |
| 1964年11月20日               | A              | 涙をこらえて                 |                                                            |                                             | 森岡賢一郎     | EP             | BS-7061        |
| 1964年11月20日               | B              | からかわないで               |                                                            |                                             |                | EP             | BS-7061        |
| 1965年3月                    | A              | 三つの夢                     | 訳詞：七野洋太                                             |                                             |                | EP             | BS-7081        |
| 1965年3月                    | B              | ラ・ラ・ラ・ラ               |                                                            |                                             |                | EP             | BS-7081        |
| 1965年4月20日                | A              | 太陽の海                     | 訳詞：七野洋太                                             |                                             |                | EP             | BS-7088        |
| 1965年4月20日                | B              | 若草の恋                     |                                                            |                                             |                | EP             | BS-7088        |
| 1965年7月20日                | A              | すてきなジェシカ             |                                                            |                                             |                | EP             | BS-7108        |
| 1965年7月20日                | B              | 二人だけの秘密               |                                                            |                                             |                | EP             | BS-7108        |
| 1965年                       | A              | 指先のキッス                 |                                                            |                                             |                | EP             | BS-7118        |
| 1965年                       | B              | カナダの小屋                 |                                                            |                                             |                | EP             | BS-7118        |
| 1966年1月10日                | A              | ギッチラ舟唄                 | 矢野亮                                                     | 川上英一                                    | 川上英一       | EP             | BS-359         |
| 1966年1月10日                | B              | リンゴ慕情                   | 矢野亮                                                     | 白石十四男                                  | 白石十四男     | EP             | BS-359         |
| 1966年7月20日                | A              | 涙ギラギラ                   | 橋本淳                                                     | しらいそうや                                | 森岡賢一郎     | EP             | BS-465         |
| 1966年7月20日                | B              | 愛はひとりぼっち             | 橋本淳                                                     | すぎやまこういち                            | 津々美洋       | EP             | BS-465         |
| 1966年12月1日                | A              | 貴方でいっぱい               | 橋本淳                                                     | 津々美洋                                    |                | EP             | BS-544         |
| 1966年12月1日                | B              | 一人で歩きたい               | 矢野亮                                                     | 吉田矢健治                                  |                | EP             | BS-544         |
| 1967年5月1日                 | A              | 真赤なブーツ                 | 橋本淳                                                     | 筒美京平                                    | 筒美京平       | EP             | BS-639         |
| 1967年5月1日                 | B              | 愛のひき潮                   | 橋本淳                                                     | 井上忠夫                                    |                | EP             | BS-639         |
| 1967年7月1日                 | A              | ミニ・ミニ・ロック           | 島村葉二                                                   | Hans Bradtke Heinz Gietz                    | 大沢保郎       | EP             | BS-7166        |
| 1967年7月1日                 | B              | 恋のかたみ                   | 橋本淳                                                     | 筒美京平                                    | 筒美京平       | EP             | BS-7166        |
| 1967年11月20日               | A              | 恋は宝                       | 橋本淳                                                     | 鈴木邦彦                                    | 鈴木邦彦       | EP             | BS-744         |
| 1967年11月20日               | B              | 20才の恋                     | 橋本淳                                                     | 鈴木邦彦                                    | 森岡賢一郎     | EP             | BS-744         |
| 1969年1月20日                | A              | しかたがないんだもん         | 世志凡太                                                   | 森岡賢一郎                                  | 森岡賢一郎     | EP             | BS-945         |
| 1969年1月20日                | B              | この世の果てまで             | 世志凡太                                                   | 森岡賢一郎                                  | 森岡賢一郎     | EP             | BS-945         |
| ワーナーブラザーズ・レコード |                |                              |                                                            |                                             |                |                |                |
| 1971年4月25日                | A              | 悲しい道 = Lili Marleen      | ハンス・ライプ 訳詞：安井かずみ                            | ノルバート・シュルツェ                      | 宮川泰         | EP             | L-1020W        |
| 1971年4月25日                | B              | セクシカ                     | 山上路夫                                                   | クニ河内                                    | クニ河内       | EP             | L-1020W        |
| 1971年9月25日                | A              | 愛の週末                     | 山口あかり                                                 | 田辺信一                                    | 森岡賢一郎     | EP             | L-1053W        |
| 1971年9月25日                | B              | 自由にあこがれて             | 門間裕                                                     | 木森敏之                                    | 森岡賢一郎     | EP             | L-1053W        |
| PLAYBOY                      |                |                              |                                                            |                                             |                |                |                |
| 1976年                       | A              | おまえさん                   | 阿久悠                                                     | 丹羽応樹                                    | あかのたちお   | EP             | PB-501         |
| 1976年                       | B              | 洒落                         | 阿久悠                                                     | 丹羽応樹                                    | あかのたちお   | EP             | PB-501         |
| 1977年                       | A              | 愛人（アマン）               | 阿木燿子                                                   | 宇崎竜童                                    | 川上了         | EP             | PB-601         |
| 1977年                       | B              | 居酒屋                       | 阿木燿子                                                   | 宇崎竜童                                    | 川上了         | EP             | PB-601         |
| 1977年12月                   | A              | 紅ほおずき                   | 喜多条忠                                                   | 丹羽応樹                                    | あかのたちお   | EP             | PB-604         |
| 1977年12月                   | B              | グッド・バイ                 | クニ河内                                                   | クニ河内                                    | クニ河内       | EP             | PB-604         |
| TRIO                         |                |                              |                                                            |                                             |                |                |                |
| 1978年7月7日                 | A              | うぬぼれワルツ               | 門谷憲二                                                   | 西島三重子                                  | 大村雅朗       | EP             | 3B-134         |
| 1978年7月7日                 | B              | 遊びなれてる人みたいに       | 矢玉四郎                                                   | 丹羽応樹                                    | 大村雅朗       | EP             | 3B-134         |
| 徳間ジャパン・BOURBON        |                |                              |                                                            |                                             |                |                |                |
| 1980年5月1日                 | A              | 砂の城                       | 五輪真弓                                                   | 五輪真弓                                    | 船山基紀       | EP             | BMA-1039       |
| 1980年5月1日                 | B              | 夢織り人                     | 門谷憲二                                                   | 西島三重子                                  | 船山基紀       | EP             | BMA-1039       |
| 1980年10月1日                | A              | ダンシング・ママ             | 竜真知子                                                   | 亀井登志夫                                  | 松任谷正隆     | EP             | BMA-1052       |
| 1980年10月1日                | B              | オープン・チケット           | 三浦徳子                                                   | 鈴木キサブロー                              | 鈴木茂         | EP             | BMA-1052       |
| 1981年                       | A              | 夜のパントマイム             | 三浦徳子                                                   | 亀井登志夫                                  | 松任谷正隆     | EP             | BMA-2002       |
| 1981年                       | B              | MR.HALF MOON                 | マノン・レスコー                                           | 柳ジョージ                                  | 松任谷正隆     | EP             | BMA-2002       |
| 1981年                       | A              | 愛してごめんなさい           | なかにし礼                                                 | 鈴木キサブロー                              | 羽田健太郎     | EP             | BMA-2013       |
| 1981年                       | B              | 人生哲学                     | 橋本淳                                                     | なかにし礼                                  | 羽田健太郎     | EP             | BMA-2013       |
| 1983年10月                   | A              | 水中花                       | 阿久悠                                                     | 井上忠夫                                    | 小六禮次郎     | EP             | BMA-2043       |
| 1983年10月                   | B              | うぬぼれワルツ               | 門谷憲二                                                   | 西島三重子                                  | 小六禮次郎     | EP             | BMA-2043       |
| 1984年                       | A              | 美しき女(ひと)               | 三浦徳子                                                   | 沢田研二                                    | チト河内       | EP             | BMA-2048       |
| 1984年                       | B              | 自由の女神が化粧落として     | 三浦徳子                                                   | 鈴木キサブロー                              | 松任谷正隆     | EP             | BMA-2048       |
| 東芝EMI                      |                |                              |                                                            |                                             |                |                |                |
| 1992年5月20日                | 1              | 東京ウキウキ天国ブギ         | 康珍化                                                     | coba                                        | coba           | 8cmCD          | TODT-2838      |
| 1992年5月20日                | 2              | マイ・ブルー・ヘヴン         |                                                            |                                             |                | 8cmCD          | TODT-2838      |

#### コラボレーション
| 発売日                | コラボ相手      | 面             | タイトル                                 | 作詞           | 作曲             | 編曲             | 規格           | 規格品番       |
| キングレコード        | キングレコード  | キングレコード | キングレコード                           | キングレコード | キングレコード   | キングレコード   | キングレコード | キングレコード |
| --------------------- | --------------- | -------------- | ---------------------------------------- | -------------- | ---------------- | ---------------- | -------------- | -------------- |
| 1963年7月1日          | 榎本健一        | A              | おじいちゃまハイ                         | 前田武彦       | 広瀬健次郎       |                  | EP             | DT-1 DT-2      |
| 1963年7月1日          | 榎本健一        | B              | 出かけて 出あって = Comin’ Thru' The Rye | 訳：門馬直衛   |                  |                  | EP             | DT-1 DT-2      |
| 1967年                | 飯野おさみ      | A              | 最高なのさ                               | 白井一郎       | すぎやまこういち | 森岡賢一郎       | EP             | BS-862         |
| 1967年                | 飯野おさみ      | B              | サマー・アフタヌーン                     | 橋本淳         | すぎやまこういち | すぎやまこういち | EP             | BS-862         |
| 1969年9月             | 飯野おさみ      | A              | メケメケ波止場                           | 訳：なかにし礼 | Becaud           | 森岡賢一郎       | EP             | BS-1038        |
| 1969年9月             | 飯野おさみ      | B              | ピロピロ天国                             | 訳：なかにし礼 | Becaud           | 森岡賢一郎       | EP             | BS-1038        |
| 徳間ジャパン・BOURBON |                 |                |                                          |                |                  |                  |                |                |
| 1982年10月25日        | 五木ひろし      | A              | 居酒屋                                   | 阿久悠         | 大野克夫         | 大野克夫         | EP             | BMA-2029       |
| 1982年10月25日        | -               | B              | 帰郷                                     | なかにし礼     | 馬飼野康二       | 羽田健太郎       | EP             | BMA-2029       |
| ワーナー・パイオニア  |                 |                |                                          |                |                  |                  |                |                |
| 1989年9月25日         | 小林幸子        | A              | メランコリック・ママ                     | 荒木とよひさ   | 中村泰士         | 高田弘           | EP             | 06L7-4109      |
| 1989年9月25日         | 小林幸子        | B              | 男なんて青い鳥                           | 荒木とよひさ   | 中村泰士         | 高田弘           | EP             | 06L7-4109      |
| ソニー                |                 |                |                                          |                |                  |                  |                |                |
| 1993年8月21日         | 森公美子 深沢敦 | 1              | 男なんて                                 | 秋元康         | 大野克夫         |                  | 8cmCD          | SRDL-3692      |
| 1993年8月21日         | 森公美子 深沢敦 | 2              | 男なんて（Inst.）                        | -              | 大野克夫         |                  | 8cmCD          | SRDL-3692      |
| 1993年8月21日         | 森公美子 深沢敦 | 3              | ムパパ                                   |                |                  |                  | 8cmCD          | SRDL-3692      |
| 1993年8月21日         | 森公美子 深沢敦 | 4              | ムパパ（Inst.）                          | -              |                  |                  | 8cmCD          | SRDL-3692      |
| クラウン・レコード    |                 |                |                                          |                |                  |                  |                |                |
| 2012年4月4日          | 平尾昌晃        | 1              | 星空デート                               | 竹内まりや     | 平尾昌晃         | 矢野立美         | CD             | CRCN-1607      |
| 2012年4月4日          | 平尾昌晃        | 2              | 恋ふたたび                               | 竹内まりや     | 平尾昌晃         | 矢野立美         | CD             | CRCN-1607      |

### 未発売曲
- もの想いブルース（NHK『みんなのうた』 1982年12月 - 1983年1月）
  - 作詞：中野安佐子 / 作曲：桐ヶ谷仁 / 編曲：中村暢之 / 絵：中村まさあき / アニメ：毛利厚

### オリジナル・アルバム
1. 愛人（1976年、TRIOレコード・PLAYBOYレコード、PB-6001）
2. NA NA Vol.2 紅ほおずき（1977年、TRIOレコード・PLAYBOYレコード、PB-6002）
3. WOMAN（1979年、SOUNDS MARKETING SYSTEM、SM25-5024）
4. DANCING MAMA（1980年、BOURBON、BMD-1002）
5. わが胸の底の湖（1981年、BOURBON、BMD-1013）
6. YESTERDAY'S（1981年、キャニオン、C28A0382）※共演：細川俊之

### ライブ・アルバム
| 発売日         | タイトル | レーベル    | 規格 | 規格品番      |
| -------------- | --- | ----------- | ---- | ------------- |
| 1979年10月25日 | NANA Live A面 1. Opening～今の私を見せたいわ 2. I Need A Man 3. Big Spender 4. おいてきぼり 5. 恋愛予報 6. 流行りの酔いどれ B面 1. 夏日傘 2. おまえさん 3. 白い靴 4. Steam Heat 5. 今の私を見せたいわ C面 1. Come On A My House 2. Deliah 3. Well, Alright Okay You Win 4. 一人ぽっちのマチネ 5. 愛の幕切れ D面 1. El Porompompero 2. 紙吹雪 3. 愛人 4. 私は一人片隅で 5. I Remember Yesterday | SMS Records | LP   | SM40-5035〜36 |

### カバー・アルバム
| 発売日         | タイトル | レーベル | 規格 | 規格品番   |
| -------------- | --- | -------- | ---- | ---------- |
| 2012年11月14日 | デビュー50周年記念アルバム SHOW GIRLの時間旅行〜my favorite songs 1. いいじゃないの幸せならば 2. 粋な別れ 3. ラストダンスは私に 4. アカシアの雨がやむとき 5. おまえさん 6. お祭りマンボ 7. 雨に濡れた慕情 8. ジェラシー 9. ウナ・セラ・ディ東京 10. うぬぼれワルツ 11. 愛燦燦 12. 居酒屋 | BOURBON  | CD   | TKCA-73838 |

### ベスト・アルバム
- うぬぼれワルツ The Best of Nana（1979年、TRIO、3B-1017）
- 木の実ナナ 魅惑のシングルコレクション キングレコード編（2010年、KING／ブリッジ）

### タイアップ
| 曲名               | タイアップ                                            | 収録作品                       |
| ------------------ | ----------------------------------------------------- | ------------------------------ |
| おじいちゃまハイ   | 日本テレビ系テレビドラマ「おじいちゃま!!ハイ!」主題歌 | シングル「おじいちゃまハイ」   |
| 太陽の下の18才     | 松竹映配イタリア映画「太陽の下の18才」主題歌          | シングル「太陽の下の18才」     |
| 砂の城             | TBS系テレビドラマ「港町純情シネマ」主題歌             | シングル「砂の城」             |
| 愛してごめんなさい | ニッカウヰスキー「ニッカG&G」キャンペーンCM曲         | シングル「愛してごめんなさい」 |

## 著書
- 『虹色の街』勝川克志 絵. みみずくぷれす, 1984.4
- 『下町のショーガール ナナの愛と喝采の日々』主婦と生活社, 1986.12
- 『キラッ!と女ざかり』PARCO, 1998.7